# 13181 Peneleos
13181 Peneleos è un asteroide troiano di Giove del campo greco. Scoperto nel 1996, presenta un'orbita caratterizzata da un semiasse maggiore pari a 5,2184579 UA e da un'eccentricità di 0,1357200, inclinata di 2,54412° rispetto all'eclittica.
L'asteroide è dedicato a Peneleo, comandante dei Beoti.